# Романовський Генріх Олександрович
Генріх Олександрович Романовський (26 грудня 1882 - †?) — підполковник Армії УНР.

## Біографія
Народився у м. Луцьк. Останнє звання у російській армії — поручик.
У 1919 р. — командир куреня 2-го (згодом — 20-го) Запорізького полку ім. І. Мазепи Дієвої армії УНР. 
У 1920–1921 рр. — командир 2-го Запорізького куреня ім. І. Мазепи 1-ї Запорізької бригади 1-ї Запорізької дивізії Армії УНР.
Подальша доля невідома.